# Caucaguan
Der Caucaguan (Penelope perspicax) ist ein Hühnervogel aus der Familie der Hokkohühner (Cracidae).
Der lateinische Artzusatz bezieht sich auf die Region Valle del Cauca.
Der Vogel ist endemisch in Kolumbien und kommt im mittleren und oberen Tal des Río Cauca (Valle del Cauca) in den westlichen und zentralen Anden vor.
Das Verbreitungsgebiet umfasst subtropischen trockenen bis feuchten Wald meist zwischen 900 und 2150 m Höhe.
Die Art ist monotypisch.
Sie wurde lange als zusammengehörig mit dem Spixguan (Penelope jacquacu) oder dem Haubenguan (Penelope purpurascens) angesehen und bildet mit diesen sowie mit dem Weißschwingenguan (Penelope albipennis) und dem Bronzeguan (Penelope obscura) einen Artenkreis.

## Merkmale
Der Vogel ist etwa 76 cm lang und wiegt etwa 1197 g. Das Gefieder ist hauptsächlich rotbraun, besonders auf Flügeldecken und Schwanz, mit kräftigen weißen Markierungen auf Hals und Brust. Die äußeren Schwanzfedern sind dunkler als die inneren. Der Kopf ist dunkler als die Brust im Gegensatz zum Andenguan (Penelope montagnii). Die rote Wamme ist kleiner als beim Haubenguan (Penelope purpurascens). Es gibt keinen Unterschied zwischen den Geschlechtern. Auch Jungvögel unterscheiden sich wohl von den Erwachsenen im Gefieder nicht.

## Stimme
Der Ruf des Männchens wird wie bei anderen Hokkohühnern als lautes wiederholtes „chiriwichi, chiriwichi, chiriwichi…“ meist morgens und hauptsächlich von Februar bis Juni angegeben. Der Alarmruf wird als „quan quan“ beschrieben.

## Lebensweise
Die Art tritt meist in Paaren oder kleinen Gruppen auf.
Die Brutzeit liegt zwischen September und Oktober sowie zwischen Februar und März. Das Nest wird auf einem Baum angelegt. Das Gelege besteht aus zwei weißen Eiern, die vom Weibchen ausgebrütet werden.

## Ernährung
Die Nahrung besteht aus Früchten, die üblicherweise Gruppen gesucht werden.

## Gefährdungssituation
Der Bestand gilt als stark gefährdet (endangered) aufgrund von Habitatverlust. Die Art wird auch bejagt.